# Краков
Краков (пољ. Kraków) је град у Пољској у Војводству малопољском. Према званичним подацима из 2017. у граду је живело 766.739 становника, што га чини другим највећим градом у Пољској. Око 8 милиона људи живи у полупречнику од 100 km од центра града.
Налази се на реци Висли у Малопољској. Краков је административни, културни, образовни, индустријски и туристички центар регије. Град представља саобраћајни чвор, у њему се укрштају важни међународни и регионални путеви као и железничке пруге. У близини града се налази и међународни аеродром.
Садашњи град је настао у 7. веку. Основан је на месту насеља које потиче из каменог доба и развио се другог најважнијег града данашње Пољске. Настао је као заселак на брду Вавел и већ до 965. је забележен као трговачки центар централне Европе. Био је престоница Пољске од 1038. до 1596, Државне заједнице Пољске и Литваније од 1569. до 1596. Слободног града Кракова од 1815. до 1846, Великог војводства Краков од 1846. до 1918. Са оснивањем нових универзитета и других културних установа са оснивањем Друге пољске републике 1918. и током 20. века, Краков је поново потврдио своју улогу главног националног академског и уметничког центра.
После инвазије Пољске на почетку Другог светског рата, новопечени Краковски дистрикт постао је главни град немачког Генералног губернаторства. Окупатор је Пољаке и Јевреје класификовао као нижу расу и били су мета за евентуално истребљење. Јеврејско становништво града је премештена у ограђену зону познат као Краковски гето, одакле су слати у нацистичке логоре смрти попут Аушвица и околне логоре попут Плазова.
Надбискуп Кракова Карол Војтила је 1978. изабран за папу Јована Павла II, првог словенског папу и првог неиталијанског папу после 455 година. Исте године цео Стари град Кракова је увршен у Унескову листу Светске баштине. У Кракову се налази Јагелонски универзитет, један од најстаријих универзитета на свету и традиционално најугледнија високообразовна установа у Пољској.
Године 2000. Краков је именован за Европску престоницу културе, а 2013. је званично именован за једног од Унескових градова књижевности. Био је домаћин манифестације Светски дан младих јула 2016.

## Етимологија имена
Краков је присвојни придев од имена Крак, који је, према легенди, био оснивач града. Право порекло топонима је предмет спора међу историчарима. Кнез Крак (Grakch) се први пут спомиње 1190. године иако град постоји од 7. века, када је био насељен племеном Вислани. Постоји могућност и да је назив потекао од речи kruk, што је на пољском врана или сврака.
Пуно име града је Stołeczne Królewskie Miasto Kraków, што се може превести као Краљевска престоница Краков.

## Историја

### Рана историја
Краковска праисторија почиње са насељем из каменог доба на месту данашњег Вавелског брда. Једна легенда приписује оснивање Кракова митском владару Кракусу, који га је саградио изнад пећине у којој је био змај Смок Вавелски.
Многе хипотезе указују на то да је Краков смештен на мапи Клаудија Птолемеја која је настала између 142—147. године наше ере. Краков би требало да буде насеље Carrodunum, што се закључује по његовом положају између већ идентификованих насеља у јужној Пољској.
Најстарије насеље се налазило на одбрамбеном Вавелском брду. То је било једно од најзначајнијих насеља у држави племена Вислани. Први забележни помен имена града потиче од Ибрахима ибн Јакуба и записан је око 966. године. У њему је Краков описан као важан трговачки центар који је контролисала прво Велика Моравска (876–879), а који је чешки војвода Болеслав Први заузео 955. Први изабрани пољски владар Мјешко I је преотео град од Чеха и уврстио га у посед династије Пјаст. До краја 10. века, град је био водећи трговачки центар. Најкасније од 1000. године у Кракову се налазило седиште Краковског бискупа.
Године 1038, за време владавине Казимира Обновитеља, Краков је постао престоница државе. Зидане су зграде од цигала, као што су краљевски замак на Вавелу, романичке цркве као што су Црква Светог Адалберта, Вавелска катедрала и Базилика Свете Марије. Град је био скоро потпуно разорен током монголске инвазије 1241. Град је практично идентично обновљен и 1257. добио самоуправу од краља Болеслава V, који је пратећи пример Вроцлава подарио граду права по угледу на Магдебуршки закон, омогућивши пореске бенефиије и нове трговачке повластице за становнике града. Град су 1259. поново разорили Монголи. Трећи напад 1287. је одбијен захваљујући новоизграђеним утврђењима. Године 1320. у Краковској катедри крунисан је Владислав Локјетек. Од тада, па све до1734. године Краков је био место на коме су крунисани пољски краљеви. Краљ Казимир III је 1335. прогласио два западна предграђа за нови град назван по њему Казимјеж. Одбрамбене зидине су изграђене 1362. око средишњег дела Казимјеша и код Скалке је издвојено земљиште пред за августински ред. Северно предграђе Клепаж је постало посебан град 1366.
Град се прочуо 1364. када је краљ Казимир III основао универзитет у Кракову, други најстарији универзитет у средњој Европи после Карловог универзитета у Прагу. Краљ Казимир је такође покренуо радове на изградњи кампуса за Академију у Казимиру, али је преминули 1370. и кампус није никада завршен. Град је наставио да расте за време заједничке литванско-пољске јагелонске династије. Као главни град Пољске током јагелонске ере и члан Ханзе, град је привлачио многе занатлије и трговце и почеле су да цветају гилде, наука и уметност.

### Пољски златни век
Као престоница једне од највећих краљевина у Европи у XV и XVI веку, Краков се развијао у сваком погледу - архитектонском, трговачком, културном и научном. Тада су изграђена важна здања пољске ренесансне уметности, укључујући и синагоге у јеврејској четврти, од којих је најпознатија Стара синагога. Током владавине Казимира Четвртог многи уметници су дошли да живе и раде у Кракову, а отворена је и прва штампарија. Комплекс замкова на Вавелу је преправљен у ренесансном стилу. Обновљен је и Универзитет настао 1364. године.
По први пут Краков је уништен од стране непријатељске војске за време Шведске најезде 1655. године.

### 19. век
Државна заједница Пољске и Литваније је током последње деценије 18. века два пута била раздељена између Руске империје, Хабзбуршке монархије и Пруске. Године 1794. Тадеуш Кошћушко подигао је устанак који је резултирао трећом и уједно последњом поделом Пољске. Године 1809. Наполеон Бонапарта је освојио пољске територије под управом Хабзбурга и претворио Краков у део Варшавског војводства. После Наполеонових пораза, Бечки конгрес 1815. године успоставио је предратне границе, али је тада и Краков постао делом независан Слободни град Краков. Године 1846. подигнут је устанак који је пропао, а његов резултат је било анексирање Кракова од стране Аустрије, када му је статус промењен у Велико војводство Краков.
Године 1866. је Аустрија поражена у Аустријско-пруском рату, што је Кракову дало додатну политичку слободу, а тиме је он постао и национални центар Пољака, познат и као Пољска Атина. Многи водећи пољски уметници становали су у Кракову, укључујући и Јана Матејка.

### Од 1948. до данас
За време немачке окупације (1939—1945) претрпео је велике људске и материјалне губитке.

## Становништво
Према прелиминарним подацима са пописа, у граду је 2017. живело 766.739 становника.
| 1995.   | 2002.   | 2005.   | 2010.   | 2011.   | 2012.   | 2017.   |
| ------- | ------- | ------- | ------- | ------- | ------- | ------- |
| 744.987 | 758.544 | 756.629 | 756.183 | 757.611 | 758.463 | 766.739 |

## Краковске општине
Краков је подељен на 18 општина које су означене римским цифрама: I, II, III... XVIII. Део тих општина има своје обичајне називе и тренутно траје расправа о њиховом признавању. Ова подела је уведена 1990. године.

## Култура
Краков је један од најважнијих културних центара Пољске, многи га сматрају за културну престоницу државе. Краковски стари град је уврштен у листу светске културне баштине. Сваки дан Краков посети између три и четири милиона туриста.
У Кракову се налазе многе културне институције од значаја за целу Пољску.
Изабрана позоришта:
- Позориште Багатела
- Краковско позориште - Сцена STU
- Позориште Гротеска
- Народно позориште
- Старо Краковско позориште
- Позориште Словацког

Потпуна листа позоришта: Краковска позоришта.
У Кракову се налази 28 музеја са Народним музејом на челу, у коме се налазе бројне колекције пољског и светског сликарства. Сем тога у Кракову је и седиште Краковске Филхармоније.
Потпун списак музеја: Краковски музеји.
Краковска авангарда

## Училишта
Краков је седиште многих виших школа, како државних тако и приватних. Најважније од њих су:
- Јагелонски Универзитет
- Краковска Политехника
- Економска Академија
- Академија Физичког Васпитања
- Музичка Академија
- Педагошка Академија
- Академија Лепих Уметности
- Пољопривредна Академија
- Папска теолошка Академија
- Државна виша школа глуме

Потпун списак: Краковске више школе.

## Спорт
- Хокеј - Краковија (Cracovia)
- Фудбал - ФК Краковија (Cracovia), Висла Краков (Wisła Kraków), Хутњик Краков (Hutnik Kraków), Гарбарња Краков (Garbarnia Kraków), Вавел Краков (Wawel Kraków), Подгоже Краков (Podgórze Kraków), Бјежановјанка Краков
- Мото трке - Ванда Краков
- Рагби - Јувења Краков

## Краковске атракције
Краков је један од најзначајнијих европских туристичких центара са вредним атракцијама из разних епоха. У Кракову се налази преко 6 хиљада атрактивних објеката.
- Вавелско Узвишење, у томе: Катедра на Вавелу, Краљевски замак на Вавелу, Змајева Јама
- средњовековни изглед центра града: Краковски трг са кулом, католичка црква, сукјенњице, остаци утврђења.
- Стари јеврејски кварт са синагогама

## Паркови и природа
Паркови у Кракову заузимају 318,5 ha (2002) што представља мање од 1% површине града.
У Кракову се налази 5 резервата природе укупне површине 48,6 ha (0,14% површине града).
Листа споменика природе на подручју Кракова броји 192 објеката.

## Особе повезане са Краковом
- Александер Абуш
- Стефан Банах
- Данијел Богуш
- Болеслав III
- Кжиштоф Борек
- Карл Карл
- Ева демарчик
- DJ Томек
- Роберт Гадоха
- Хенрик Гросман
- Лудвиг Гумплович
- Фрдрих Халм
- Војћех Хас
- Јежи Хофман
- Јосеф Хофман
- Холи Касимир
- Јан II Казимир
- Ева Липска
- Франћишек Махарски
- Јан Матејко
- Едвард Охаб
- Јан Рокита
- Сигисмунд II Август
- Јежи Штур
- Владислав II Јагелонац

## Партнерски градови
- Золотурн
- Франкфурт на Мајни
- Вилњус
- Бордо
- Братислава
- Будимпешта
- Кембриџ
- Куритиба
- Куско
- Единбург
- Фес
- Фиренца
- Гетеборг
- Грозни
- Гвадалахара
- Инзбрук
- Кијев
- Серена
- Лајпциг
- Левен
- Лавов
- Милано
- Ниш
- Нирнберг
- Орлеан
- Печуј
- Кито
- Рочестер
- Рим
- Санкт Петербург
- Сан Франциско
- Севиља
- Сплит
- Тбилиси
- Велико Трново
- Загреб
- Москва
- Вибо Валенција

## Галерија
- Споменик Адама Мицкијевича
- Краковска црква
- Црква Тела Христовог
- Манастир
- Позориште Словацког
- Улице Кракова
- Поглед на Вислу у Кракову